# Chalarodon madagascariensis
Chalarodon madagascariensis (Peters, 1854) è un sauro della famiglia Opluridae endemico del Madagascar.

## Distribuzione e habitat
L'areale di questa specie si estende nelle regioni aride e semiaride del Madagascar sud-occidentale.